# Charles Butler, 1.º Conde de Arran
Charles Butler, 1.º Conde de Arran (em inglês: Charles Butler; da segunda criação), de jure 3.º Duque de Ormonde (1671-1758) foi um par irlandês.

## Nascimento e origem
Charles nasceu em 4 de setembro de 1671. Ele era o filho mais novo de Thomas Butler e sua mulher Emilia. Seu pai era conhecido como Lorde Ossory e era o herdeiro aparente de James Butler, primeiro duque de Ormond, mas morreu antes dele e nunca tornou-se duque. A família de seu pai, a dinastia Butler, era inglesa antiga e descendente de Teobaldo Walter, que tinha sido escolhido mordomo-chefe da Irlanda pelo rei Henrique II em 1177. A mãe de Carlos era holandesa. Sua família era um ramo cadete da Casa de Nassau. Ambos os pais eram protestantes. Eles se casaram em 17 de novembro de 1659 